# Livernon
Livernon è un comune francese di 625 abitanti situato nel dipartimento del Lot nella regione dell'Occitania.

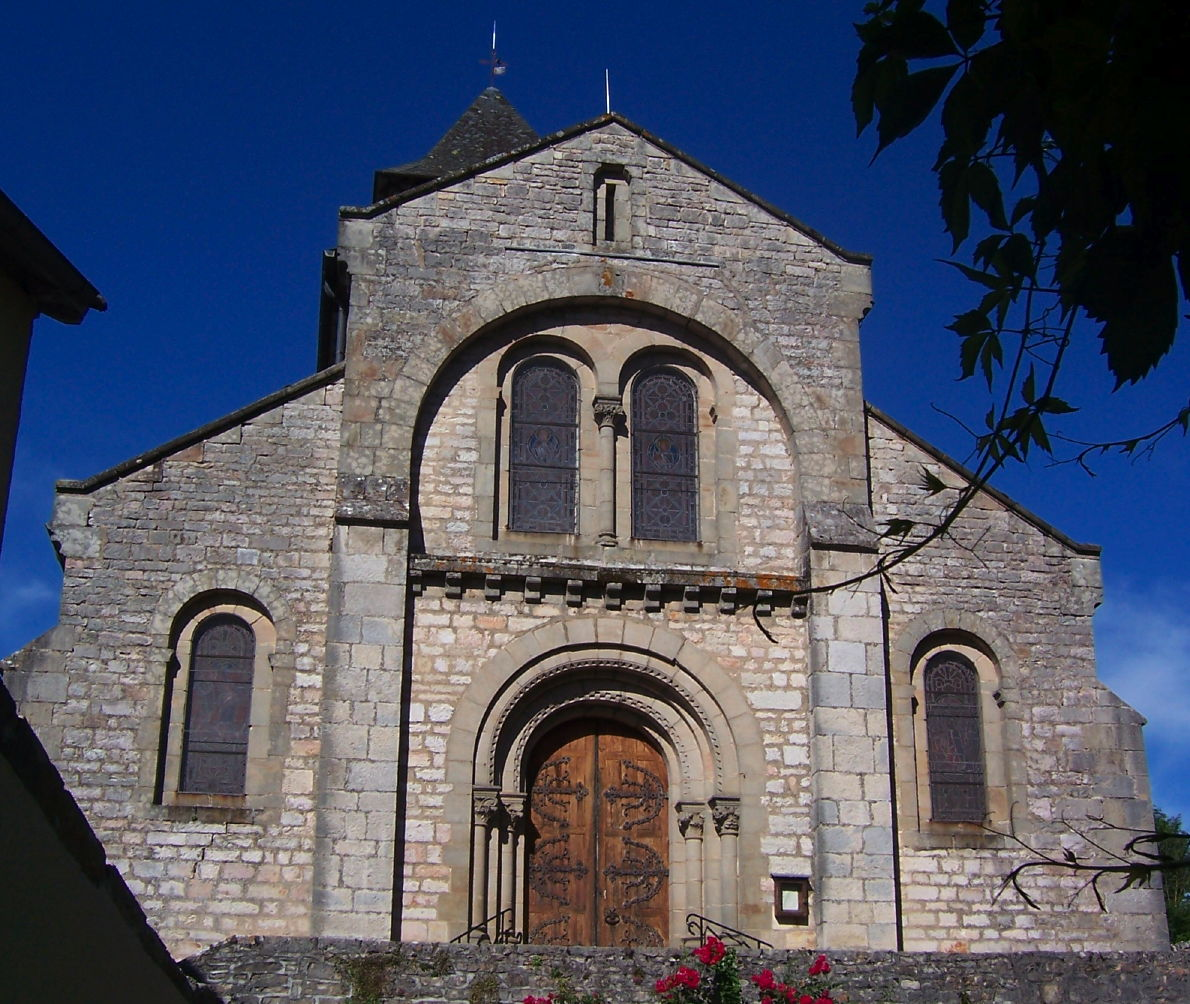
La Chiesa di Livernon

## Società

### Evoluzione demografica
Abitanti censiti